# Franskklassicism
Franskklassicism är en strömning inom fransk 1600-talslitteratur. Ledande företrädare inkluderar Jean Racine, Molière och Pierre Corneille.
Inom franskklassicismen krävdes förnuft, sanning i innehållet samt klarhet och smak i det poetiska uttrycket. Det skrivna skulle vara trovärdigt och den sanna mänskliga naturen skulle skildras på ett allmängiltigt sätt, det vill säga typen blev det väsentliga, inte individen. De problem som togs upp skulle kunna ställas i alla tider. En mängd regler ställdes för olika genrer. Inom tragedin ställde man krav på de så kallade tre enheterna: tiden, rummets och handlingens enhet. Det var slut på allt hoppande mellan tid och rum och alla allegorier; det skulle vara klart vad det handlade om.
Preciositeten var en framträdande grupp i den franska klassicismen.